# Jésus Sinisterra
Jésus Sinisterra (Quibdó, 9 dicembre 1975) è un ex calciatore colombiano, di ruolo difensore.